# 성교 동의 연령

국가별 성교 동의 연령
– 만 12세 (필리핀, 앙골라 등)
– 만 13세 (아르헨티나)
– 만 14세 (중화인민공화국, 독일, 브라질, 칠레, 콜롬비아, 이탈리아, 오스트리아, 포르투갈, 헝가리, 불가리아 등)
– 만 15세 (조선민주주의인민공화국, 프랑스, 타이, 캄보디아, 라오스, 스웨덴, 폴란드, 체코, 루마니아 등)
– 만 16세 (대한민국, 일본, 중화민국, 몽골, 러시아, 영국, 핀란드, 네덜란드, 스페인, 캐나다, 베네수엘라, 호주, 뉴질랜드, 남아프리카공화국, 말레이시아, 네팔 등)
– 만 17세 (아일랜드, 미국 뉴욕주 등)
– 만 18세 (인도, 베트남, 부탄, 터키, 이집트, 에티오피아, 나이지리아, 콩고, 미국 캘리포니아주 등)
– 만 19세
– 만 20세
– 지방정부마다 다름.
– 혼인해야만 함. (사우디아라비아, 아랍에미리트, 쿠웨이트, 이란, 파키스탄, 아프가니스탄, 리비아 등)
– 자료 없음.

성교 동의 연령(age of consent)은 법률, 특히 형법에서 스스로 성교에 동의할 수 있다고 여겨지는 나이이다. 따라서 성교 동의 연령 미만의 사람과 성행위를 한 성인은 해당 성행위가 합의에 의한 것이라고 법적으로 주장할 수 없으며 그러한 성행위는 아동 성적 학대 또는 법정 강간으로 간주될 수 있다. 최소 연령 미만인 사람은 피해자로, 성 파트너는 가해자로 간주되지만, 일부 관할권에서는 참가자 중 한 명 또는 두 명이 모두 미성년자이고 연령이 가까운 경우 "로미오와 줄리엣 법률"을 통해 예외를 제공한다.
일반적으로 성교 동의 연령이라는 용어는 법률에 나타나지 않는다.  통상적으로 법에서는 해당 사람과 성행위를 하는 것이 불법인 연령을 정한다. 이는 때때로 개인이 결혼에 동의할 수 있는 연령과 같은 다른 의미로 사용되기도 했지만, 현재는 성행위에 대한 동의가 일반적으로 이해되는 의미이다. 이 법은 성년, 형사 책임 연령, 투표 연령, 음주 연령, 운전 연령을 포함하되 이에 국한되지 않는 최소 연령에 관한 다른 법률과 엄연히 구별된다.
성교 동의 연령에 관한 법률은 일부 서구권 및 동구권 국가별로 제작각 다르지만 대부분의 서구권 국가에선 성교 동의 연령을 14~18세로 설정한다(성교 동의 연령을 13세로 설정한 아르헨티나, 니제르, 서부 사하라, 예외적으로 연령을 설정하는 멕시코). 12~18세 사이의 동의와 결혼으로만 동의를 설정한 14개 이슬람 국가와 바티칸 시국). 법은 또한 성행위의 유형, 참가자의 성별 또는 신뢰 관계와 같은 기타 고려 사항에 따라 달라질 수 있다. 일부 관할권에서는 단일 연령이 아닌 서로 성행위를 하는 미성년자를 허용할 수도 있다. 이러한 법률 위반으로 인해 발생하는 기소 및 처벌은 미성년자 부패와 같은 경범죄부터 일반적으로 법정 강간이라고 불리는 것에 이르기까지 다양하다.
이 법률 분야에는 많은 "회색 영역"이 있다. 일부는 불특정하고 시도되지 않은 법안에 관한 것이고, 다른 일부는 사회적 태도 변화에 관한 논쟁으로 인해 발생하고, 다른 일부는 연방법과 주법 간의 충돌로 인해 발생한다. 이러한 요인들은 모두 성교 동의 연령을 종종 혼란스러운 주제로 만들고 매우 논쟁의 여지가 있는 주제로 만든다.

## 같이 보기
- 의제강간
- 혼인적령
- 나이 차이와 성적 관계